# Luis Miguel Brito García Monteiro
Luis Miguel Brito García Monteiro, nascut a Lisboa (Portugal), el 4 de gener de 1980, és un futbolista portuguès. Juga de lateral dret i el seu actual equip és el València CF. Amb la selecció portuguesa ha participat en l'Eurocopa 2004, on van quedar subcampions i al mundial 2006, on van quedar en el quart lloc.

## Biografia
Miguel és un lateral fort i ràpid i amb una notable tècnica, que destaca sobretot per les seves qualitats ofensives que li han fet jugar en alguna ocasió com interior i sens dubte recorda molt a les característiques tècniques de J. Angloma, així com per la semblança física.
Es va formar a les categories inferiors del CF Estrela Amadora un modest club de la perifèria de Lisboa debutant al primer equip el 1998 i romanent en ell durant dues temporades.
Va Ser traspassat al Benfica on va jugar des de la temporada 2000-2001 a la 2004-2005. La seva gran actuació en un dels equips punters del campionat portuguès li va servir per a aconseguir a la internacionalitat i la guanyar la lliga portuguesa 2004-2005, la Copa de Portugal 2003-2004 i la Supercopa de Portugal 2005.
En l'estiu de 2005 va forçar el seu traspàs al València CF al·legant problemes en el seu contracte amb el Benfica sortint cap al club valencianista per vuit milions d'euros. En el club valencià s'ha fet amb el lloc de titular ràpidament en part a causa de l'absència de rival per la perllongada lesió de Curro Torres.
Fou internacional amb la selecció de Portugal.

## Participacions en Copes del Món
| Mundial                     | Seu      | Resultat   |
| --------------------------- | -------- | ---------- |
| Copa del Món de Futbol 2006 | Alemanya | Quart lloc |

## Títols

### Nacionals
| Títol                | Club        | País          | Any       |
| -------------------- | ----------- | ------------- | --------- |
| Copa de Portugal     | Benfica     | Portugal      | 2003-2004 |
| Supercopa portuguesa | Benfica     | Portugal      | 2005      |
| Lliga portuguesa     | Benfica     | Portugal      | 2004-2005 |
| Copa del Rei         | València CF | País Valencià | 2008      |